# Профіль хімічної реакції

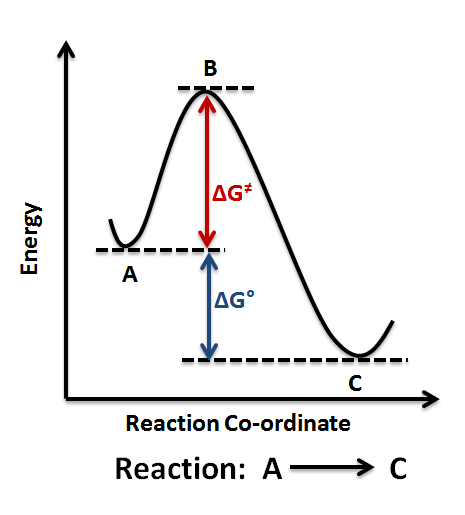
Reaction Coordinate Diagram: Starting material or reactant A convert to product C via the transition state B.

Профіль хімічної реакції (англ. reaction profile) — крива, що описує зміну енергії реагуючої системи зі зміною положення атомів реакційного центра на шляху від реактантів до продуктів. Максимуми на такій кривій відповідають перехідним станам, мінімуми реактантам, продуктам, чи проміжним речовинам.